# Trịnh Nhân Mân
Trịnh Nhân Mân (giản thể: 郑仁旻; phồn thể: 鄭仁旻; bính âm: Zhèng Rénmín, ?-926) là đệ nhị đại hoàng đế của Đại Trường Hòa Quốc, ông là con của Trịnh Mãi Tự. 
Năm 909, vua Trịnh Mãi Tự tạ thế, Trịnh Nhân Mân lên kế vị, cải niên hiệu sang Thủy Nguyên. 
Nam Bình vương Lưu Ẩn ở Quảng Châu đem con gái là Tăng Thành công chúa gả cho vua Trịnh Nhân Mân nước Đại Trường Hòa để lập liên minh giữa hai bên.
Năm 914, Trịnh Nhân Mân phát động chiến tranh chống Tiền Thục (đời vua Tiền Thục Cao Tổ). Quân Đại Trường Hòa tiến công Lê châu. Vua Tiền Thục Cao Tổ khiển hai con nuôi là Vương Tông Phạm (王宗范) và Vương Tông Bá, cũng như Vương Tông Thọ đem quân ứng chiến, kết quả quân Thục đánh bại quân Đại Trường Hòa. Quân Đại Trường Hòa buộc phải triệt thoái. 
Năm 925, Trịnh Nhân Mân sai em là Trịnh Chiêu Thuần (鄭昭淳) đến Nam Hán (đời vua Nam Hán Cao Tổ) cầu hôn, vua Nam Hán Cao Tổ (Lưu Cung) gả một người cháu gái khác là Tăng Thành công chúa làm vợ của Trịnh Nhân Mân.
Năm 926, Trịnh Nhân Mân tử, thụy hiệu Túc Văn Thái Thượng Hoàng Đế, con trai là Trịnh Long Đản kế vị.